# Jeff Trepagnier
Jeffery Trepagnier, detto Jeff (Los Angeles, 11 luglio 1979), è un ex cestista statunitense, professionista nella NBA e in Europa.

## Carriera
Terminato il periodo universitario presso la University of Southern California, si dichiara eleggibile per il draft NBA 2001 dove viene chiamato dai Cleveland Cavaliers con la 35ª scelta: con i Cavs disputa 12 partite. L'anno seguente viene girato agli Asheville Altitude, franchigia della lega di sviluppo NBDL. Torna in NBA nel 2003, quando tra marzo e aprile gioca 8 partite coi Denver Nuggets a 5,8 punti di media. Con gli stessi Nuggets gioca altre 11 partite tra il dicembre 2003 e il gennaio 2004.
Approda in Europa giocando il campionato di Serie A 2004-05, disputato con la canotta della Pompea Napoli: qui rimane per tutta la stagione, nonostante sia stato fuori rosa per un periodo dopo aver lanciato un asciugamano a coach Caja. Vola quindi in Turchia con l'ingaggio da parte dell'Ülker Istanbul, club con cui vince il campionato turco debuttando anche in Eurolega. Nel 2006 fa ritorno a Napoli dove arriva sovrappeso rischiando il taglio, salvo poi essere reintegrato: il suo fatturato rispetto alla precedente esperienza partenopea si abbassa comunque (mette a referto 7,9 punti in 20,2 minuti contro i 14,4 punti in 31,4 minuti di due anni prima).
La sua carriera continua disputando la seconda parte della stagione 2007-08 in Francia al Pau-Orthez, poi torna in patria per giocare in D-League.
Nell'estate 2010 Trepagnier viene firmato dalla Scaligera Verona (neopromossa in Legadue) su scelta del general manager Andrea Fadini, che già in passato aveva ingaggiato il giocatore quando nel 2004 lavorava per Napoli.
Lanciata la Scaligera Verona a fine campionato del 2011, con la retrocessione della squadra, Jeff firma un contratto con una squadra delle Filippine.

## Palmarès

### Squadra
- Campionato turco: 1

Ülkerspor: 2005-06

### Individuale
- All-NBDL First Team (2003)
- Migliore nelle palle recuperate NBDL (2003)